# Adipati Martapura
Adipati Martapura regeerde in 1613 een dag lang over het keizerrijk Mataram. Hij werd alleen gekroond om de wens van zijn vader, Seda ing Krapyak van Mataram, te eerbiedigen. Diezelfde dag werd de zwakzinnige vorstenzoon weer afgezet. Hij werd opgevolgd door sultan Agung.
De troonopvolging werd met de in de kraton met de vele koninklijke vrouwen en bijvrouwen en hun vele kinderen gebruikelijke intriges omringd. Er zijn verhalen over het verwisselen van baby's in de wieg. Raden Mas Ransang zou in werkelijkheid Dyah Banawati, een oomzegger van de regerende vorst zijn geweest. Zijn officiële vader had gewild dat de zwakzinnige oudere zoon uit een huwelijk met koningin Tulungayu, Raden Martapura hem als heerser van Mataram zou opvolgen. Die belofte werd ingelost door Martapura één dag te laten regeren.
Agung, als prins "Raden Mas Jatmika " of "Raden Mas stimuli" genoemd was zo gezien de zoon en de eigenlijke opvolger van Seda ing Krapyak van Mataram.